# Laser de estado sólido
Um laser de estado sólido é um tipo de laser que usa um componente sólido como meio ativo ao invés de usar meios líquidos ou gasosos, como em lasers a corante e lasers a gás. Lasers baseados em semicondutor também são lasers no estado sólido, mas geralmente são considerados um tipo separado de lasers, como o Laser díodo.
O primeiro laser a ser construído, o laser de rubi, criado em 1960 por Theodore Harold Maiman, é um exemplo desse tipo de laser. O laser de rubi é um laser de três níveis.